# クトゥルフ神話の生物
クトゥルフ神話に登場する生物について記載する。
クトゥルフ神話の構成要素の一つが、異形の怪物たちである。邪神を崇拝することもあれば、敵対することもある。
設定上クトゥルフ神話の土地、クトゥルフ神話の星々、ドリームランド (クトゥルフ神話)にも関連する。
クトゥルフ神話関連の書籍に解説が頻出し、最初の事典であるフランシス・T・レイニーの『クトゥルー神話小辞典』（1943）2章にてすでに取り上げられている。TRPGでは奉仕種族・独立種族という分類がなされており、邪神に仕えるか否かで区別される。

## H・P・ラヴクラフトの異形の種族

### 深きものども
邪神ダゴンやクトゥルフに仕える奉仕種族。固有名詞インスマスで彼らを指すこともある。
HPL作品は『インスマスを覆う影』。ジャンルはインスマス物語、クトゥルフ物語。ダーレス神話におけるメイン悪役勢力に抜擢されている。奉仕種族の代表例であるが、作品発表順ではミリ・ニグリやチョー・チョー人よりも後発となる。

### クトゥルフの落とし子
古代地球の支配種族の一つ。クトゥルフの同種眷属。
ジャンルはクトゥルフ物語。

### 古のもの
独立種族。古代地球の支配種族の一つ。樽型またはウミユリ状と表現される異星人であり「地球人」である。名前が定まっていない。
HPL作品は『狂気の山脈にて』。ジャンルは古のもの物語。

### ショゴス
奉仕種族。古のものに造られ、やがて逆らった。万能に変形する細胞から成る不定形生物。
HPL作品は『狂気の山脈にて』。ジャンルは古のもの物語。いわゆるスライムの元ネタ。

### ユゴスよりの菌類
奉仕種族または独立種族。古代地球の支配種族の一つ。ミ＝ゴの名でも知られる。外見は甲殻類のようだが生物としては菌類に近い。
HPL作品は『闇に囁くもの』。ジャンルはユゴス物語。

### グール（食屍鬼）
奉仕種族または独立種族。人間が魔術などで変異する。目覚めの世界とドリームランドを往来する。
HPL作品は『ピックマンのモデル』など。ジャンルはグール物語。HPL以外ではロバート・ブロックが多用した。

### イースの大いなる種族
独立種族。時間を超えて他者と精神交換を行い、知識を集める。外見は知られているが仮の肉体にすぎない。
HPL作品は『時間からの影』。ジャンルは大いなる種族物語。

### 盲目のもの
独立種族。古代地球の支配種族の一つ。「飛行するポリプ状生物」などとも呼ばれ、名前が定まっていない。大いなる種族の敵対勢力。
HPL作品は『時間からの影』。ジャンルは大いなる種族物語。

### イェーキュブの芋虫生物
大いなる種族の競合ライバル。登場作品は『彼方よりの挑戦』。

### ノフ＝ケー
半獣人種または怪物。登場作品は『北極星』『未知なるカダスを夢に求めて』『博物館の恐怖』

### 無名都市の爬虫類
砂漠に都市文明を築く。登場作品は『無名都市』。
ダーレス神話ではクトゥルフを崇める。蛇人間とも関連する。

### クン＝ヤン人
仮称。北米地底世界に住む。ヒトに近い。クトゥルフなどを信仰する。
登場作品は『墳丘の怪』

### ヒト
古代人と現生人類がいる。邪神を崇めたり、追う者がいる。異種族の血を引いていることがある。
ゲームではプレイヤーが探索者と呼ばれ、正気度（SAN値）というステータスが設定されている。

## H・P・ラヴクラフトのドリームランドの生物
いちおうドリームランドはクトゥルフ神話内でワンジャンルをなしているが、含めないとする異論もあり見解が分かれる。内容もドリームランドの記事と重複するため、代表数例を簡易的に記すのみとする。
シャンタク鳥
ドリームランドの生物。ナイアーラトテップに仕える奉仕種族。
ナイトゴーント（夜鬼、夜の魍魎）
ドリームランドの生物。ノーデンスや邪神に仕える奉仕種族。
猫

おもにドリームランドで活躍する。
大いなるもの

ドリームランドの神族。美形のヒトの姿をしている。蕃神の庇護下にある。

## クトゥルフ神話の異形の種族
クトゥルフ神話は青心社のクト全13巻だけで100作近くあり、全クリーチャーを網羅しようとするとキリがないため、代表例のみ記載する。
ティンダロスの猟犬
標的の臭いを追跡し、「角度」から出現して殺戮する。
創造者はロングで、初登場作品は『ティンダロスの猟犬』。クトゥルフ神話草創期のクリーチャーであり、HPLが取り込んでいる。
蛇人間

成立の経緯が複雑。ハワード系蛇人間とスミス系蛇人間がいて、さらにHPLの無名都市爬虫類も絡み、カーターが設定を盛っている。てんでバラバラであったクトゥルフ神話が統合される過程を担う。
大地の妖蛆
仮称。ハワード系蛇人間の退化亜種。創造者はハワードで、ほぼハワードの専属クリーチャー。
ヴーアミ族
邪神ツァトゥグァを崇める半獣人の奉仕種族。ハイパーボリアの生物。
創造者はスミス。
ミリ・ニグリ
邪神チャウグナル・ファウグンに仕える奉仕種族。
創造者はHPLだが、アレンジして発表したのはロングの『恐怖の山』。クトゥルフ神話最初の奉仕種族である。
チョー・チョー人
封印された邪神（ダーレス神話の旧支配者）が、封印を解放させるべく造り出した奉仕種族。
創造者はダーレスで、初登場作品は『潜伏するもの』。誕生は深きものどもよりも古い。
バイアクヘー
邪神ハスターに仕える奉仕種族。道具を用いれば使役できる。
創造者はダーレスで、主要作品は『永劫の探究』。
黒い仔山羊
邪神シュブ＝ニグラスの落とし子。樹木状の体をしており、枝が触手であり、幹には巨大な口を備え、根は蹄となっており歩行する。ショゴスと呼ばれたことがある。
原型となったのはブロックの『無人の家で発見された手記』における怪物。
星の精
星間宇宙に住む吸血生物。嘲笑するような音を発する。姿は透明で、血を吸って染まると見えるようになる。ルドウィク・プリンが使い魔としたとされ、妖蛆の秘密に召喚方法が記されている。
創造者はブロックで、初登場作品は『星から訪れたもの』。名前はTRPGにおける名称。
クトーニアン
邪神シュド＝メルの同種眷属。表現するなら地底イカ。
創造者はラムレイ。他ジャンルに派生してイリシッドというクリーチャーを生んだ。